# ترکرافت
ترکرافت (به انگلیسی: Thurcroft) یک روستا و محله مدنی در بریتانیا است که در کلان‌شهر مستقل راترهام واقع شده‌است. ترکرافت ۶٬۹۰۰ نفر جمعیت دارد.